# Aesma Daeva
Aesma Daeva – zespół grający metal symfoniczny, pochodzi z Minneapolis w stanie Minnesota w Stanach Zjednoczonych.
Aesma Daeva została założona w 1998 przez Nicka Copernicusa (wydawcę) i Johna Prassasa (gitarzystę i kompozytora) w La Crosse w Wisconsin.

## Dyskografia
- 1999: Here Lies One Whose Name Was Written In Water
- 2002: The Eros Of Frigid Beauty
- 2003: The New Athens Ethos
- 2007: Dawn of The New Athens
- 2008: EP – The Thalassa Mixes